# Calle San Miguel (Torremolinos)

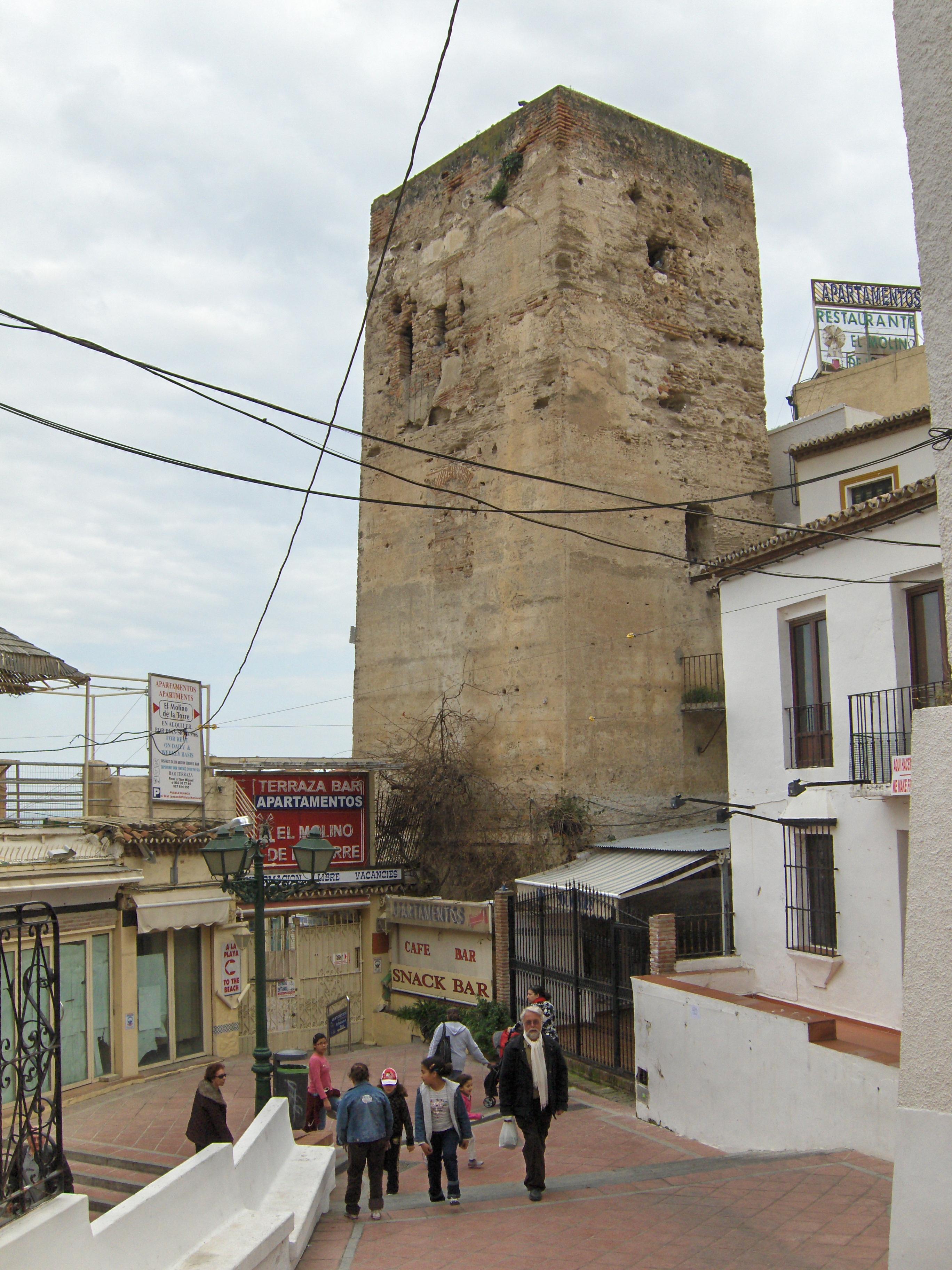
La Torre de los Molinos al final de la Calle San Miguel.

La Calle San Miguel es la vía peatonal más transitada de Torremolinos, y considerada una de las más concurridas de Europa.  Es el eje comercial por excelencia de la localidad y principal zona turística. Al final de la cual se encuentra con la torre nazarí que da nombre al municipio y la Iglesia de San Miguel, del siglo XVIII.